# Stadtkirche Durlach

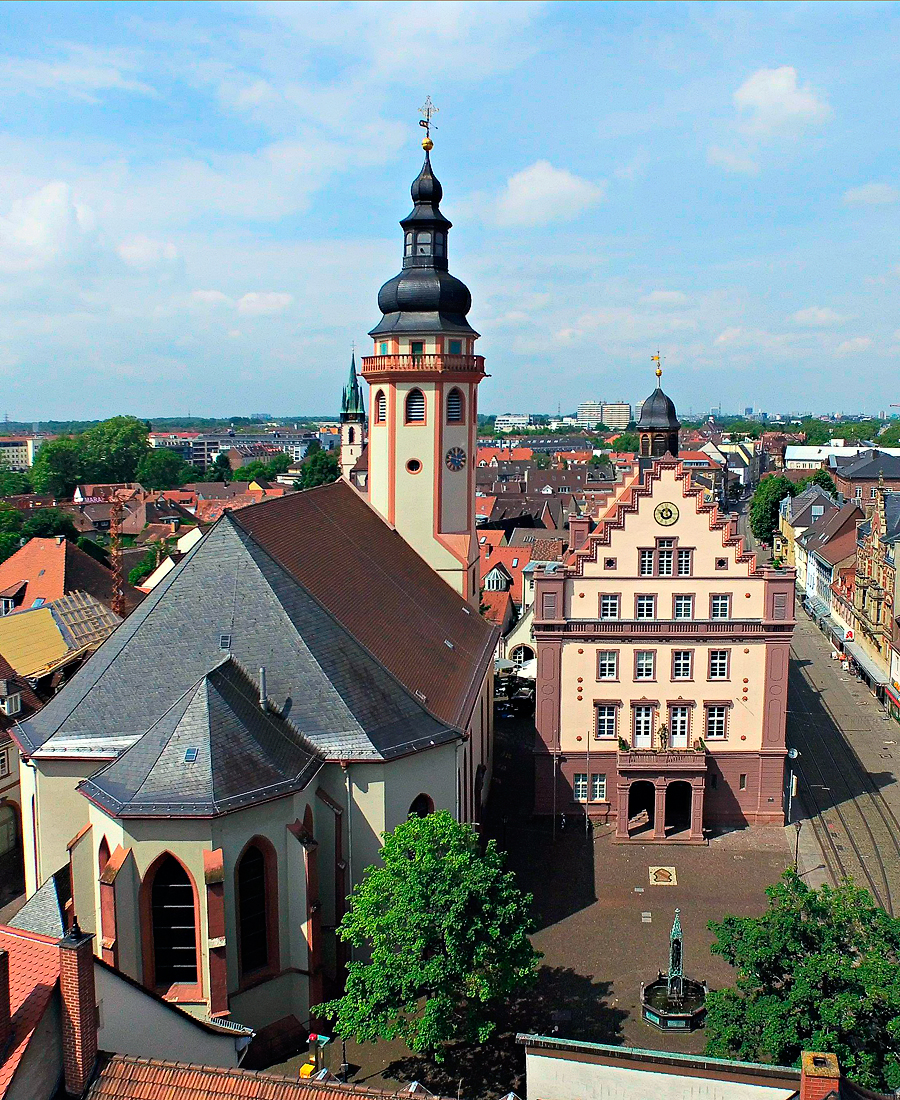
Stadtkirche Durlach mit Marktplatz und Rathaus

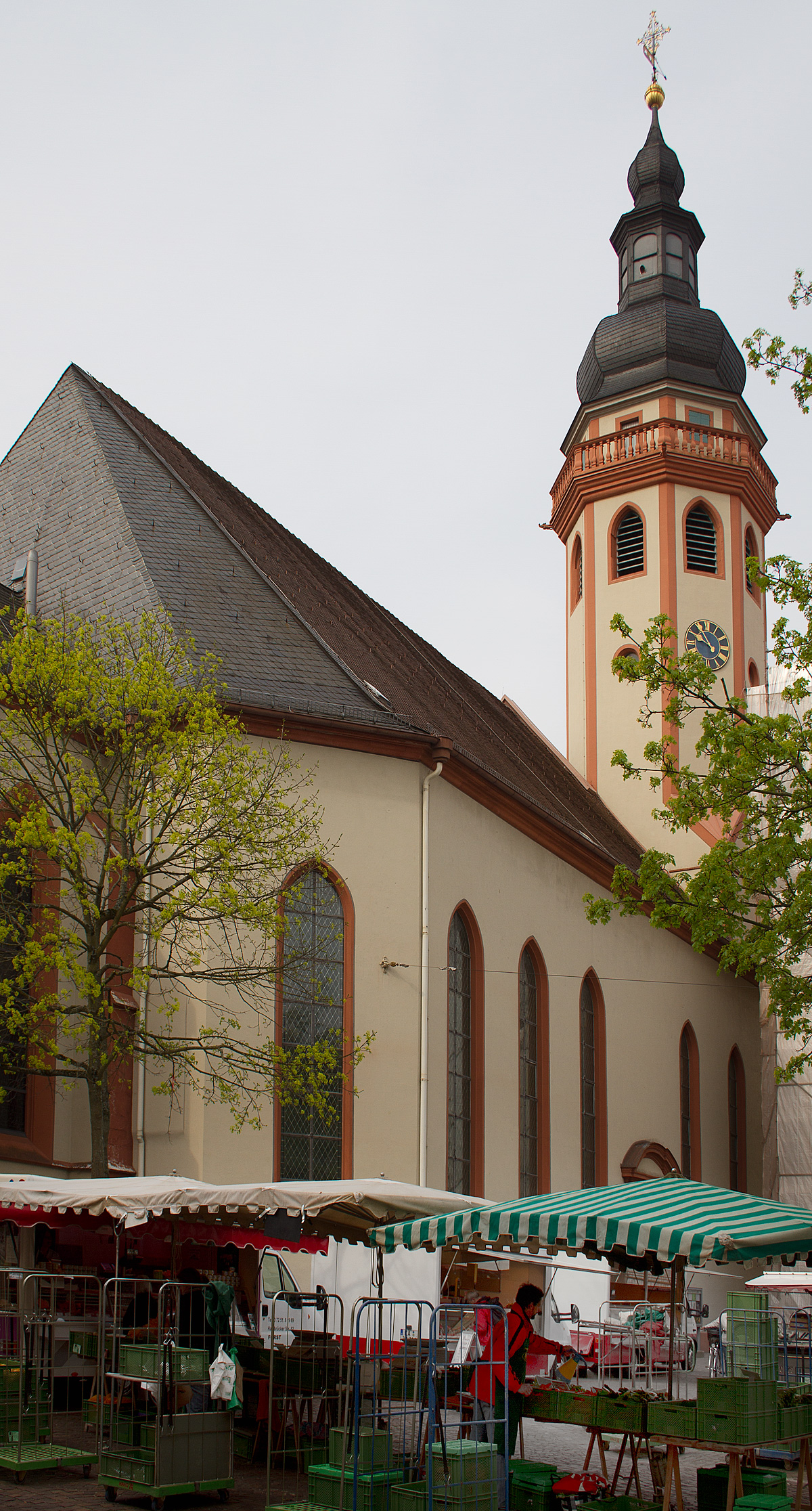
Stadtkirche von Nordost

Die Stadtkirche Durlach ist eine evangelische Hallenkirche in Durlach, deren Ursprünge auf das 13. Jahrhundert zurückgehen. Sie wurde im Laufe der Jahrhunderte mehrfach umgebaut und erhielt im Jahr 1701 ihre heutige barocke Gestalt.

## Geschichte

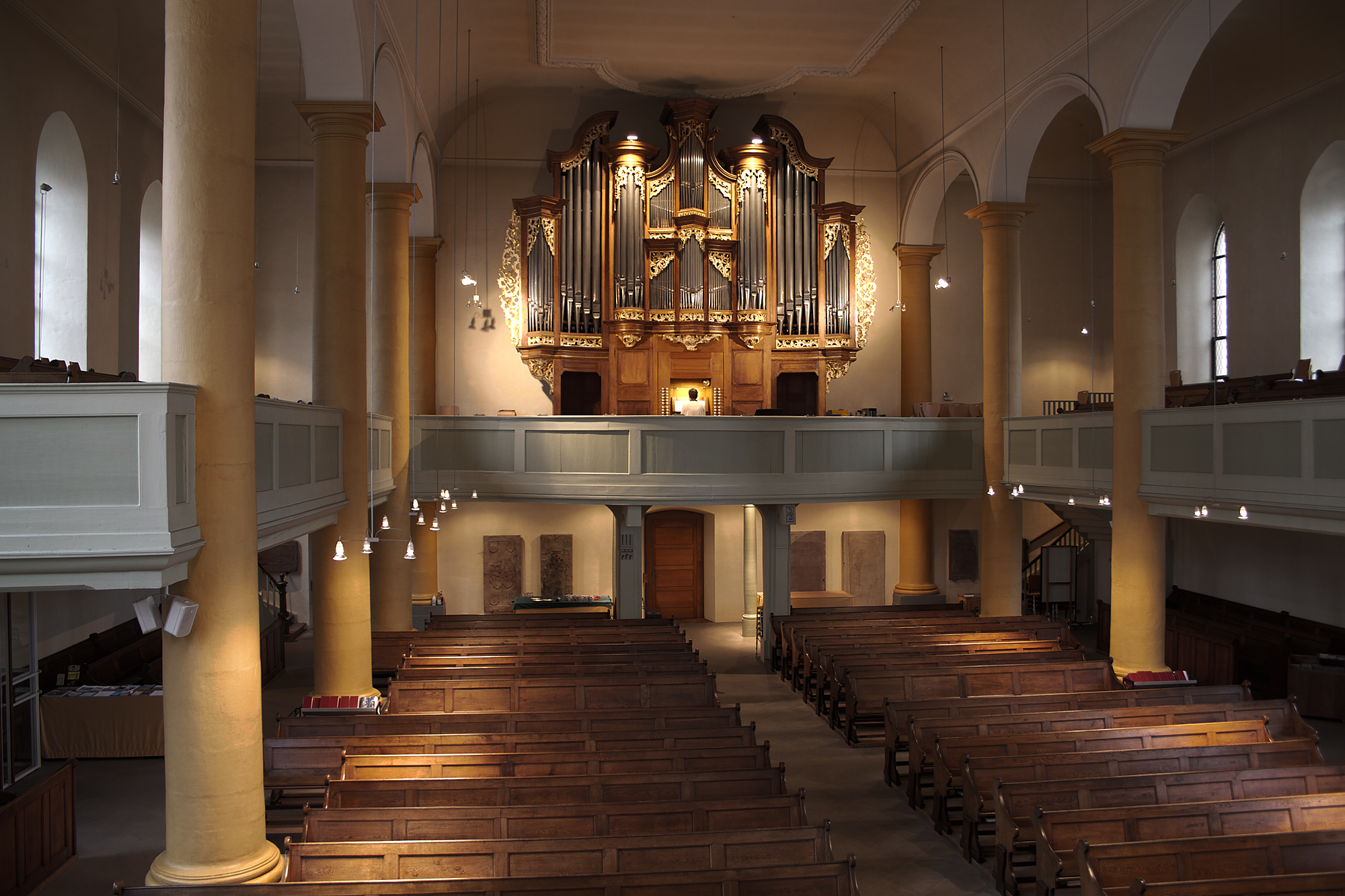
Orgelempore von 1759

Im Zuge der Stadtgründung durch die Staufer (1192–1196) entstand eine kleine romanische Kirche mit einem Langschiff von 20 Metern. Im Jahr 1255 werden Kirche („ecclesia in Durlach“) und Pfarrer in Durlach erstmals urkundlich erwähnt. Sie war dem heiligen Stephanus (oder Laurentius) geweiht. Die Restaurierung in den 1960er Jahren ergab Hinweise auf die ältere Baugeschichte, erlaubte aber keine Rekonstruktion der ältesten Baugestalt. In Verlängerung der nördlichen Turmwand fanden sich Fundamentreste in östliche Richtung. An das einschiffige romanische Langhaus war ein Westturm angebaut, dessen Untergeschoss erhalten ist. Zu Beginn des 15. Jahrhunderts wurde die Kirche im Stil der Gotik zweischiffig erweitert und der Turm um ein achteckiges Geschoss erhöht. Das Langhaus wurde im Osten mit einem Langchor abgeschlossen. Die gewölbte Heiligkreuzkapelle mit polygonalem Ostabschluss wurde vor 1460 an die ursprüngliche Südseite des Chors angebaut. Das Gotteshaus wurde im Jahr 1464 (wieder) Stephanus geweiht.
Der heutige Grundriss geht auf die Zeit um 1530 zurück. Durch die Verlängerung der Hallenkirche nach Osten wurde der Chor auf etwa die Hälfte verkürzt. Die Heiligkreuzkapelle wich dem neuen Südschiff.
Am 15. und 16. August 1689 brannten französische Truppen im Pfälzischen Erbfolgekrieg Stadt samt Kirche nieder; nur die untere Hälfte des Turmes blieb bestehen. Der Wiederaufbau der Kirche erfolgte in den Jahren 1698 bis 1700 durch Giovanni Mazza, Hofarchitekt aus Rastatt, nach Entwürfen von Domenico Egidio Rossi und Thomas Lefèbvre. Wiedereinweihung war am 27. März 1701. Zuvor hatte sich die Gemeinde zehn Jahre lang in einer hölzernen Notkirche versammelt. Beim Wiederaufbau blieben die gotischen Außenmauern bestehen. An der Südseite des Chors wurde eine Sakristei angebaut. 1739 erhielt der Turm seine barocke Haube nach einem Entwurf von Rossi, nachdem einige Jahrzehnte ein Notdach als Provisorium gedient hatte.
Für die neue Orgel wurde 1758/59 eine Westempore geschaffen. Zweigeschossige Seitenemporen wurden 1770 eingebaut und 1792 erweitert, 1923/33 die oberen Emporen entfernt.
1871 wurden vier farbige Fenster im Chor eingesetzt. Die Südseite erhielt 1875 ein buntes Fenster.
Dem Luftangriff am 5. November 1944 fielen Fenster und Türen sowie Teile des Daches zum Opfer. 1955 und 1956 wurden die Chorfenster und die an der Südseite ersetzt. Eine Kirchenrenovierung von 1963 bis 1968 konzentrierte sich auf den Chor. 1992 erfolgte eine Außenrenovierung. Von 1997 bis 1999 wurde das Langhaus renoviert, der Chorbereich vergrößert und eine neue Orgel eingebaut. Am 31. Oktober 1999 wurde das Gotteshaus wieder in Gebrauch genommen. Die Renovierungsarbeiten schlossen im Jahr 2003 mit der Instandsetzung des Kirchturms ab.

## Architektur

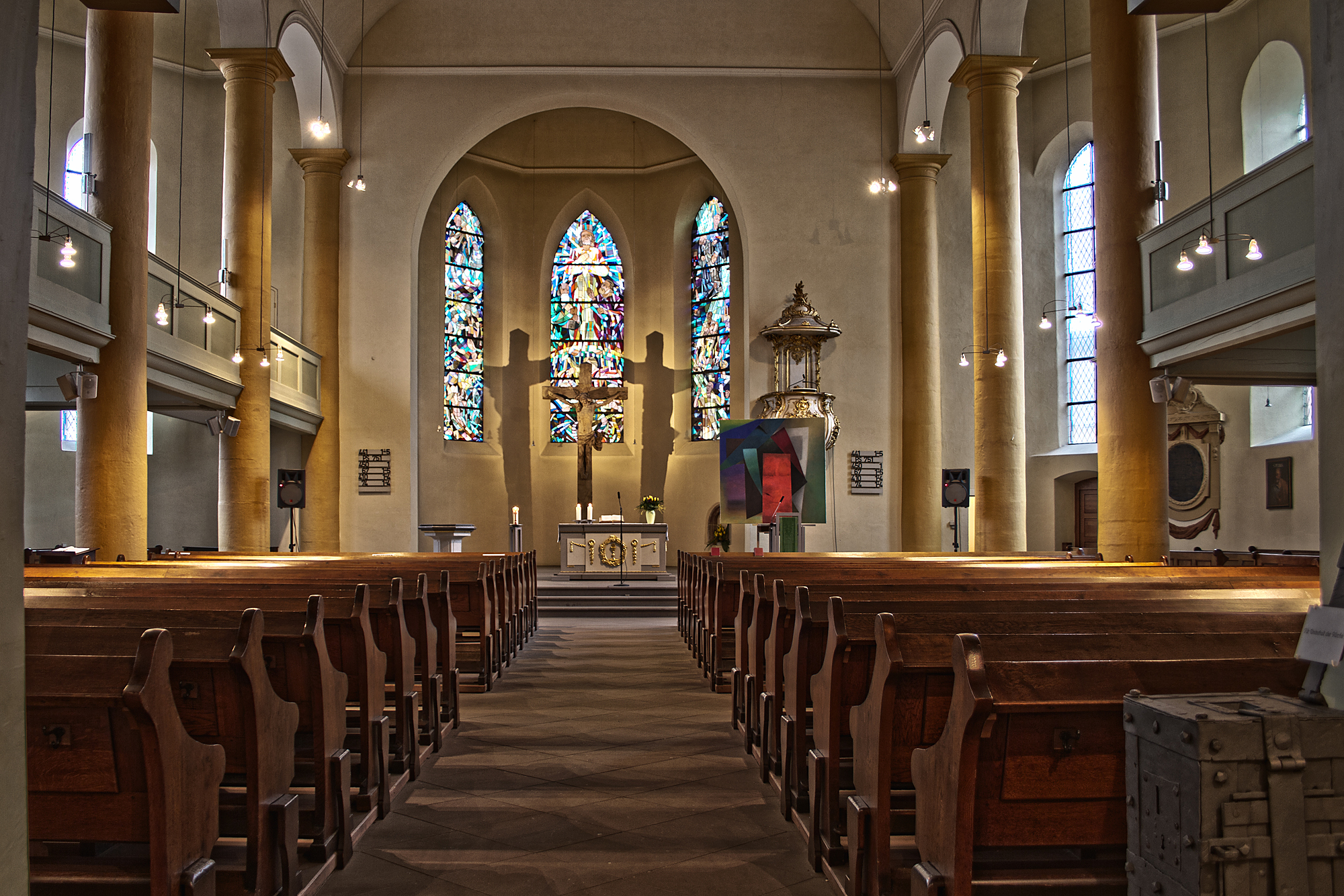
Innenraum Richtung Chor

Die dreischiffige, geostete und flachgedeckte Hallenkirche ist wesentlich durch den Barock geprägt, weist aber noch teils gotische Außenmauern auf. Im Osten findet das Langhaus Fortsetzung in einem polygonalen 3/8-Chorabschluss, der auf den Fundamenten des 15. Jahrhunderts errichtet wurde und von Strebepfeilern gestützt wird. Die Apsis ist um drei Stufen erhöht und wird durch einen rundbogigen Triumphbogen vom Langschiff abgetrennt. Durch fünf spitzbogige bunte Bleiglasfenster erhält sie Licht, während die Langseiten Rundbogenfenster aufweisen. Das Langschiff wird durch zwei Reihen von Rundsäulen beherrscht. Jede Reihe besteht am Anfang und Ende aus einer Halbsäule und aus drei freistehenden Säulen, die von quadratischen Deckplatten abgeschlossen werden und in flache Rundbögen übergehen.
Aufgrund des nassen Untergrundes (Murg-Kinzig-Graben) wurde der Turm auf Stelzen errichtet. Seit 1960 wird der Turm im Inneren durch Beton stabilisiert. Er ist viergeschossig und spiegelt unterschiedliche Bauepochen wider. Die untere romanische Turmhälfte ist viereckig und weist rundbogige Doppelarkaden auf, während das zweite Geschoss aus der Gotik achteckig gestaltet ist und über acht spitzbogige Schallarkaden verfügt. Eine Barockhaube bekrönt den Turm, dessen 163 Stufen auf eine umlaufende Galerie in etwa 33 Meter Höhe führen.

## Ausstattung

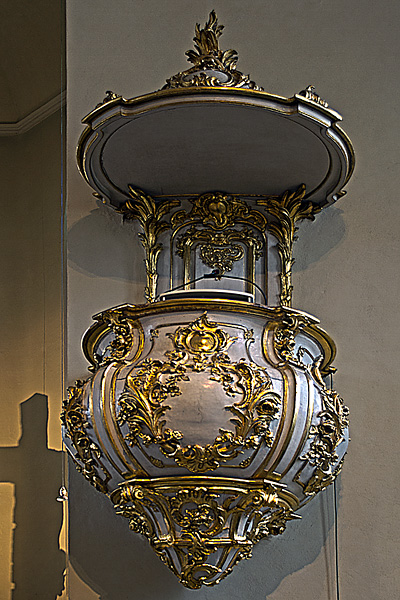
Rokoko-Kanzel

Das Sandstein-Kruzifix aus dem 16. Jahrhundert entstammt der Schule des Niclas Gerhaert van Leyden. Nach dem Zweiten Weltkrieg wurde es vom Friedhof am Basler Tor zum Prinzessenbau gebracht und 1967 im Chorraum aufgestellt.
Im Langhaus wurden 14 Grabstätten adeliger Personen aus dem 16. und 17. Jahrhundert entdeckt. Vier große Platten sind unter der Orgelempore an der Westwand aufgerichtet, drei kleine bei den Treppenaufgängen zur Empore angebracht.
In das Langschiff ist die hölzerne umlaufende Empore hufeisenförmig eingebaut und in die Rundsäulen eingebunden. Sie nimmt an der Nordseite die gesamte Wand ein und reicht an der Südseite bis zur vierten Säule. Im Westen ist sie konkav nach innen gewölbt und ruht auf zwei Holzpfeilern. Das holzsichtig gehaltene, schlichte Kirchengestühl schließt an den Seiten mit geschwungenen Wangen ab.
An der rechten Seite des Triumphbogens ist die Kanzel (vor 1770) angebracht, die mit vergoldeten Rocaillen auf weißem Untergrund reich verziert ist. Sie wurde aus der Karlsburg wahrscheinlich Ende des 18. Jahrhunderts in die Stadtkirche umgesetzt. Der kugelförmige Kanzelkorb findet in dem runden Schalldeckel seine Entsprechung. Vor der Kanzel steht ein modernes, schlichtes Lesepult.
Der Altar stammt aus der Zeit um 1770 und wurde 1792 im Stil des Klassizismus mit vergoldeten Girlanden und einem Akanthuskranz umgearbeitet. Der achteckige Taufstein wurde um 1790 gestaltet.
Anfang des 18. Jahrhunderts schuf ein unbekannter Künstler die zwölf Apostelbilder, die nach jahrzehntelanger Lagerung im Jahr 2002 aufwändig restauriert wurden. Im Chorraum gestaltete Albert Finck vier Fenster (Kriegsopfergedächtnisfenster 1955, Diakoniefenster, Fenster Der verklärte Heiland und das Lob der Gemeinde und das Märtyrerfenster  1956) und Berthold Rosewich das Fenster an der Südseite (Seligpreisungsfenster, 1999).

## Orgel

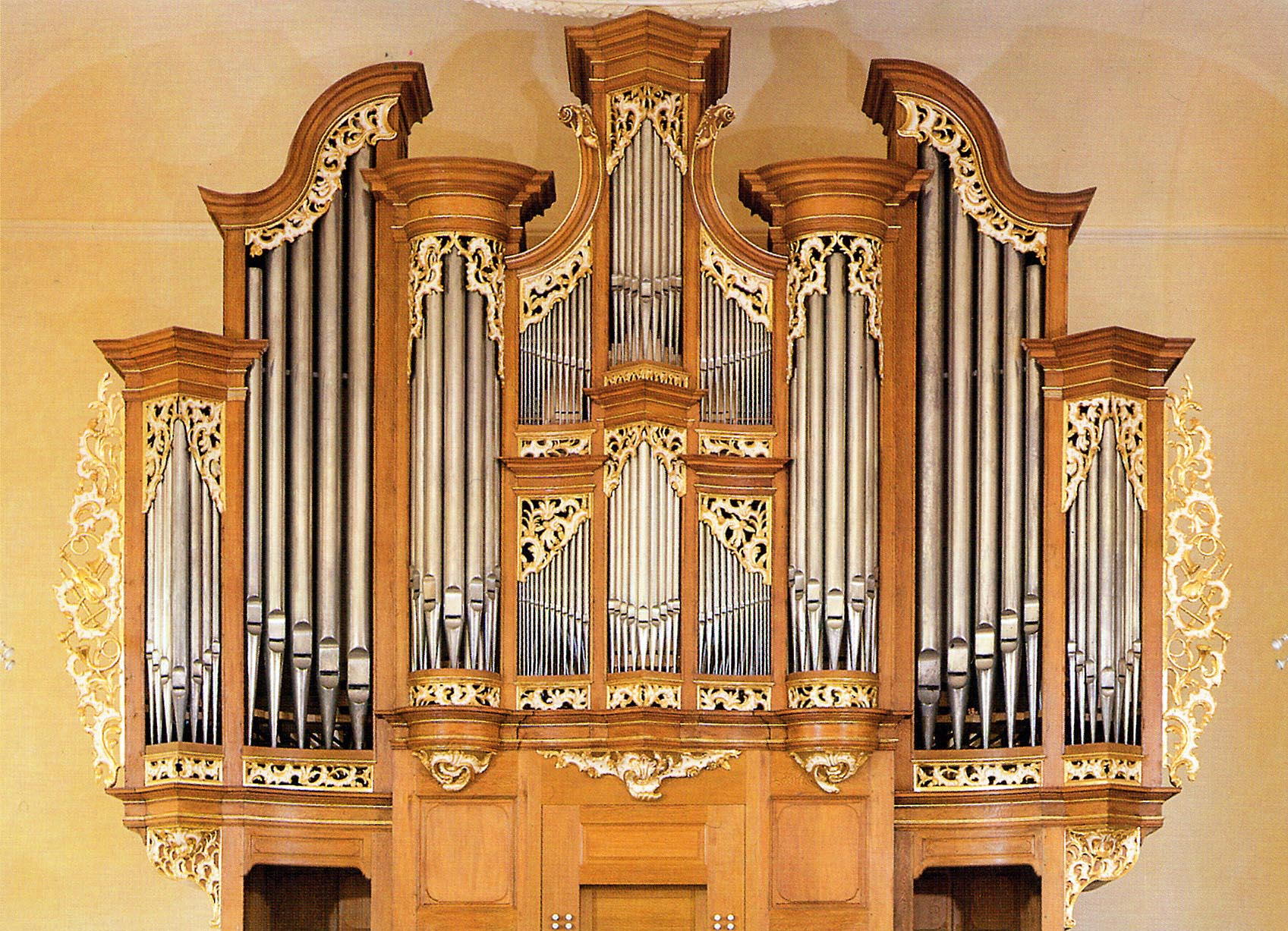
Stumm-Goll-Orgel

Ein Orgelneubau ist für das Jahr 1609 bezeugt. Nach dem Wiederaufbau der Kirche erwarb die Gemeinde 1712 zunächst ein kleines Orgelwerk aus Oberrot. Im Jahr 1758/59 schufen die Brüder Johann Philipp und Johann Heinrich Stumm ein großes Instrument, das über 39 Register auf drei Manualen und Pedal verfügte. Erhalten ist der spätbarocke Prospekt mit den drei originalen Prinzipalregistern. In der Mitte des neunachsigen Prospekts steht das Hauptwerk mit einem niedrigen Mitteleckturm mit neun Pfeifen und zwei flankierenden Rundtürmen mit je sieben Pfeifen, die durch zwei rechteckige Flachfelder je 13 Pfeifen verbunden sind. Darüber korrespondierend ist das Positiv in derselben Breite mit einem mittleren Eckturm und zwei geschweiften Flachfeldern angebracht. Außen schließt sich das Pedalwerk mit zwei großen Harfenfeldern (je 5 Pfeifen) und kleineren flankierenden Ecktürmen (je sieben Pfeifen) an. Die Pfeifenfelder mit ihren unterschiedlichen Größen und verschiedenen Formen verleihen dem Instrument sein unverwechselbares Gepräge. Die Gesimse sind oben und unten reich profiliert und der holzsichtige Prospekt mit durchbrochenem, vergoldetem Schleierwerk verziert. Unterhalb der Felder verlaufen Akanthusbänder. In die seitlichen Orgelohren aus Schnitzwerk sind verschiedene Musikinstrumente zart eingearbeitet.

| I Hauptwerk C–c3 |                |        |
| 1.               | Bourdon        | 16′    |
| 2.               | Principal      | 8′     |
| 3.               | Grobgedackt    | 8′     |
| 4.               | Viola da gamba | 8′     |
| 5.               | Octav          | 4′     |
| 6.               | Salicional     | 4′     |
| 7.               | Rohrflöte      | 4′     |
| 8.               | Quinta         | 3′     |
| 9.               | Superoctav     | 2′     |
| 10.              | Tertia         | 1 3⁄5′ |
| 11.              | Cornett V      |        |
| 12.              | Mixtur IV      |        |
| 13.              | Trompete       | 8′     |
| 14.              | Vox humana     | 8′     |
| 15.              | Vox angelica   | 2′     |

| II Positiv C–c3 |                |    |
| 16.             | Liebl. Gedackt | 8′ |
| 17.             | Quintgethön    | 8′ |
| 18.             | Principal      | 4′ |
| 19.             | Spitzflöth     | 4′ |
| 20.             | Kleingedackt   | 4′ |
| 21.             | Flautotraverso | 4′ |
| 22.             | Superoctave    | 2′ |
| 23.             | Gemshorn       | 2′ |
| 24.             | Mixtura IV     | 1′ |
| 25.             | Krummhorn      | 8′ |
|                 | Tremulant(en)  |    |

| III Echowerk C–c3 |                |       |
| 26.               | Gedackt        | 8′    |
| 27.               | Principal      | 4′    |
| 28.               | Flöte          | 4′    |
| 29.               | Octav          | 2′    |
| 30.               | Solocional B/D | 2′/4′ |
| 31.               | Quinte         | 1 ⁄2′ |
| 32.               | Trompete D     | 8′    |
|                   | Krummhorn B    | 8′    |
| 33.               | Vox humana     | 8′    |

| Pedal C–g0 |               |     |
| 34.        | Principalbass | 16′ |
| 35.        | Grobgedackt   | 16′ |
| 36.        | Octave        | 8′  |
| 37.        | Posaunenbass  | 16′ |
| 38.        | Trompete      | 8′  |
| 39.        | Cornettbass   | 2′  |

Im 19. Jahrhundert wurde das Instrument auf 46 Register erweitert. 1893 kam der Orgelcommisair Andreas Barner zu dem Ergebnis, dass die Orgel „höchst schadhaft“ sei, und empfahl einen Neubau. Der Durlacher Heinrich Voit erbaute 1895/96 als op. 851 ein neues Werk mit 41 Stimmen und einem freistehenden Spieltisch, behielt auf Beschluss des Gemeinderats und gegen den Rat Barners aber den Stummschen Prospekt bei.

| I Hauptwerk C–f3 |               |        |
| 1.               | Principal     | 16′    |
| 2.               | Principal     | 8′     |
| 3.               | Hohlflöte     | 8′     |
| 4.               | Gamba         | 8′     |
| 5.               | Gedackt       | 8′     |
| 6.               | Quinte        | 5 1⁄3′ |
| 7.               | Octav         | 4′     |
| 8.               | Rohrflöte     | 4′     |
| 9.               | Octave        | 2′     |
| 10.              | Cornett III–V |        |
| 11.              | Mixtur II–IV  |        |
| 12.              | Trompete      | 8′     |

| II Nebenwerk C–f3 |               |       |
| 13.               | Bourdun       | 16′   |
| 14.               | Principal     | 8′    |
| 15.               | Fugara        | 8′    |
| 16.               | Flöte         | 8′    |
| 17.               | Dolce         | 8′    |
| 18.               | Gedackt       | 8′    |
| 19.               | Octave        | 4′    |
| 20.               | Flöte         | 4′    |
| 21.               | Gemshorn      | 4′    |
| 22.               | Mixtura III–V | 2 ⁄3′ |
| 23.               | Clarinette    | 8′    |

| III Schwellwerk C–f3 |                       |       |
| 24.                  | Principal             | 8′    |
| 25.                  | Salicional            | 8′    |
| 26.                  | Gedackt               | 8′    |
| 27.                  | Aeoline               | 8′    |
| 28.                  | Vox coelestis (ab c0) | 8′    |
| 29.                  | Octave                | 4′    |
| 30.                  | Fugara                | 4′    |
| 31.                  | Piccolo               | 2′/1′ |
| 32.                  | Oboe                  | 8′    |

| Pedal C–f1 |               |         |
| 33.        | Principalbass | 16′     |
| 34.        | Violonbass    | 16′     |
| 35.        | Gedacktbass   | 16′     |
| 36.        | Subbass       | 16′     |
| 37.        | Quintbass     | 10 2⁄3′ |
| 38.        | Octavbass     | 8′      |
| 39.        | Cellobass     | 8′      |
| 40.        | Octavbass     | 4′      |
| 41.        | Bombarde      | 16′     |

Aufgrund von Heizungsschäden war das pneumatische Werk in den 1950er Jahren kaum noch einsatzfähig, sodass es 1968 durch Oberlinger unter Verwendung von fünf Voit-Registern hinter dem historischen Prospekt ersetzt wurde. Die Oberlinger-Orgel besaß 45 Register, da sieben weitere Pedalregister auf einer Hinterlade ergänzt wurden.

| I Positiv C–g3 |             |                |
| 1.             | Holzgedackt | 8′             |
| 2.             | Quintatön   | 8′             |
| 3.             | Principal   | 4′             |
| 4.             | Spitzflöte  | 4′             |
| 5.             | Nasat       | 2 ⁄3′          |
| 6.             | Superoctave | 2′             |
| 7.             | Terzian II  | 1 3⁄5′ + 1 ⁄3′ |
| 8.             | Scharff IV  | 1′             |
| 9.             | Dulcian     | 16′            |
| 10.            | Vox humana  | 8′             |

| II Hauptwerk C–g3 |                      |                    |
| 11.               | Bourdon              | 16′                |
| 12.               | Principal            | 8′                 |
| 13.               | Hohlpfeife           | 8′                 |
| 14.               | Viola da gamba       | 8′                 |
| 15.               | Octav                | 4′                 |
| 16.               | Salicional           | 4′                 |
| 17.               | Rohrflöte            | 4′                 |
| 18.               | Quinte               | 2 ⁄3′              |
| 19.               | Superoctav           | 2′                 |
| 20.               | Waldflöte            | 2′                 |
| 21.               | Terz                 | 1 3⁄5′             |
| 22.               | Cornett IV (ab a0)   |                    |
| 23.               | Mixtur IV–VI         | 1 ⁄3′              |
| 24.               | Klingende Cimbel III | 1⁄4′ + 1⁄5′ + 1⁄6′ |
| 25.               | Trompete             | 8′                 |
| 26.               | Clairon              | 4′                 |

| III Echowerk (schwellbar) C–c3 |               |           |
| 27.                            | Gedackt       | 8′        |
| 28.                            | Principal     | 4′        |
| 29.                            | Flöte         | 4′        |
| 30.                            | Octav         | 2′        |
| 31.                            | Quinte        | 1 ⁄3′     |
| 32.                            | Flageolett II | 1′ + 1⁄2′ |
| 33.                            | Krummhorn     | 8′        |

| Pedal C–f1 |                |                              |
| 34.        | Principalbass  | 16′                          |
| 35.        | Subbass        | 16′                          |
| 36.        | Octave         | 8′                           |
| 37.        | Octave         | 4′                           |
|            | auf Hinterlade |                              |
| 38.        | Holzoctave     | 8′                           |
| 39.        | Pommer         | 4′                           |
| 40.        | Waldflöte      | 2′                           |
| 41.        | Mixtur VI      | 1 ⁄3′ + 1 2⁄5′ + 2⁄3′ + 1⁄2′ |
| 42.        | Posaunenbass   | 16′                          |
| 43.        | Trompete       | 8′                           |
| 44.        | Trompete       | 4′                           |

Wegen technischer Mängel und der Verwendung von minderwertigem Material wurde diese Orgel immer störanfälliger, sodass 1993 Orgelbau Goll mit einem Neubau beauftragt wurde. Zwar strebte man keine Rekonstruktion der Stumm-Orgel an, aber eine Annäherung an deren Disposition. Die nicht verwendeten Teile der Oberlinger-Orgel wurden 2003 für einen Orgelneubau in St. Kasimir (Vilnius) wiederverwendet. 1999 wurde das neue Werk in Durlach fertiggestellt, das die fünf erhaltenen Voit-Register einbezog. Von den insgesamt 2660 Pfeifen sind 236 aus Holz gefertigt. Das Instrument weist heute folgende Disposition auf:
| I Hauptwerk C–g3 |                     |        |   |
| 01.              | Bourdon             | 16′    |   |
| 02.              | Principal           | 08′    | S |
| 03.              | Viola da gamba      | 08′    |   |
| 04.              | Hohlflöte           | 08′    |   |
| 05.              | Octav               | 04′    | V |
| 06.              | Rohrflöte           | 04′    |   |
| 07.              | Salicional          | 04′    |   |
| 08.              | Quint               | 02 ⁄3′ |   |
| 09.              | Superoctave         | 02′    |   |
| 10.              | Cornett V (ab g0) 0 |        |   |
| 11.              | Mixtur IV           | 01 ⁄3′ |   |
| 12.              | Trompete            | 08′    |   |

| II Positiv C–g3 |                   |        |   |
| 13.             | Gedackt           | 8′     |   |
| 14.             | Quintatön         | 8′     |   |
| 15.             | Flauto traverso 0 | 8′     |   |
| 16.             | Principal         | 4′     | S |
| 17.             | Spitzflöte        | 4′     |   |
| 18.             | Nasat             | 2 ⁄3′  |   |
| 19.             | Octav             | 2′     |   |
| 20.             | Gemshorn          | 2′     |   |
| 21.             | Terz              | 1 3⁄5′ |   |
| 22.             | Quint             | 1 ⁄3′  |   |
| 23.             | Scharf IV         | 1′     |   |
| 24.             | Krummhorn         | 8′     |   |
|                 | Tremulant         |        |   |

| III Schwellwerk C–g3 |              |    |   |
| 25.                  | Flöte        | 8′ |   |
| 26.                  | Bourdun      | 8′ |   |
| 27.                  | Gambe        | 8′ |   |
| 28.                  | Principal    | 4′ | V |
| 29.                  | Traversflöte | 4′ |   |
| 30.                  | Flageolett   | 2′ |   |
| 31.                  | Mixtur III   | 2′ |   |
| 32.                  | Oboe         | 8′ |   |
| 33.                  | Trompete     | 8′ |   |
| 34.                  | Vox humana 0 | 8′ |   |
|                      | Tremulant    |    |   |

| Pedal C–f1 |                 |     |   |
| 35.        | Principalbass 0 | 16′ | S |
| 36.        | Subbass         | 16′ | V |
| 37.        | Octavbass       | 08′ | V |
| 38.        | Octav           | 04′ | V |
| 39.        | Posaune         | 16′ |   |
| 40.        | Trompete        | 08′ |   |
| 41.        | Clarine         | 04′ |   |

- Koppeln: I/II, III/I, III/II, I/P, II/P, III/P (als Züge und Tritte)
- Zimbelstern
- Spielhilfen: 8 × 8 × 20fache Setzeranlage
- Stimmung:
  - Höhe a1= 440 Hz bei 16 °C
  - leicht ungleichstufige Stimmung (mit reinen Quinten auf cis, dis, fis und gis)
- Anmerkungen

S = Stumm (1759)
V = Voit (1896)

## Glocken
1698 wurde in Stuttgart die erste Glocke für die Stadtkirche gegossen. 1785 wird eine weitere von A. Speck (Heidelberg) erwähnt. Eine Glocke musste 1917 für Rüstungszwecke abgetreten werden. 1922 wurde ein neues Geläut durch die Glockengießerei Bachert (Karlsruhe) eingebaut. Die Lutherglocke aus diesem Jahr ist erhalten. Die anderen drei wurden von derselben Firma 1951 gegossen.
| Nr. | Name            | Durchmesser (mm) | Masse (kg) | Schlagton (HT-1/16) | Inschrift |
| 1   | Christusglocke  | 1.288            | 1.220      | dis1 +8             | SIEHE ICH BIN BEI EUCH ALLE TAGE, BIS AN DER WELT ENDE. (Mt 28,20) |
| 2   | Stephanusglocke | 1.075            | 714        | fis1 +8             | SEI GETREU BIS IN DEN TOD, SO WILL ICH DIR DIE KRONE DES LEBENS GEBEN. (Offb 2,9) |
| 3   | Paulusglocke    | 953              | 506        | gis1 +6             | DER GOTT ABER DER HOFFNUNG ERFÜLLE EUCH MIT ALLER FREUDE UND FRIEDEN IM GLAUBEN, DASS IHR VÖLLIGE HOFFNUNG HABT durch die KRAFT DES HEILIGEN GEISTES. (Röm 15,13)                                                              |
| 4   | Lutherglocke    | 785              | 285        | h1 +6               | GOTT IST UNSRE ZUVERSICHT UND STÄRKE, EINE HILFE IN DEN GROSSEN NÖTEN, DIE UNS GETROFFEN HABEN. DES HERRN WORT BLEIBT IN EWGKEIT: DAS WORT SIE SOLLEN LASSEN STAH’N UND KEIN’N DANK DAFÜR HABEN.. (Ps 46,2; Jes 40,8b; Luther) |

## Gemeinde
Die Evangelische Stadtkirchen-Gemeinde gehört zur Evangelischen Kirche in Karlsruhe und hat etwa 3800 Mitglieder und war vom Jahr 2000 bis 2024 ein Gruppenpfarramt mit zwei Pfarrstellen (ehemalige Nord- und Südpfarrei). Das im Jahr 2004 sanierte und erweiterte Gemeindehaus Am Zwinger wird auch für kulturelle Veranstaltungen genutzt. Die Kirchenmusik an der Durlacher Stadtkirche ist von überregionaler Bedeutung. Von 1976 bis 2006 wirkte hier Hans Martin Corrinth als Kantor und Organist. Sein Nachfolger ist seit 2007 Johannes Blomenkamp, der als Bezirkskantor auch für den gesamten Kirchenbezirk zuständig ist.